# فروست واير
فروست واير (بالإنجليزية: FrostWire)‏ هو أحد برامج مشاركة الملفات عبر الإنترنت بما يسمى ند-للند peer-to-peer أو باختصار (P2P). مبني على برمجية لايم واير الشهير في مشاركة الملفات وتحميل أفلام وأغاني وغيرها من الإنترنت من الخادمات البعيدة يضمن هذا البرنامج خلوه من الإعلانات وهو مدعوم من بت تورنت. البرنامج حر ومفتوح المصدر ومستضاف على موقع سورس فورج.
«فروست واير» مبرمج بالجافا، وكان أول إصدار من البرنامج في سبتمبر 2004.